# Jardim Ritsurin
O Jardim Ritsurin (栗林公園, Ritsurin Kōen, Parque dos Soutos) é um jardim histórico situado na cidade de Takamatsu, na província de Kagawa, no Japão. O jardim conta com uma casa de chá, várias exposições de artesanatos e arte folclórica (incluindo o Museu do Artesanato Folclórico de Sanuki) e dispõe de várias pontes, atalhos e pequenas colinas que conduzem a vários sítios, principalmente ao monte Shiun (紫雲山, Shiun-zan, montanha da Nuvem Púrpura) na região fronteiriça ocidental do jardim.

## História
A construção do jardim data do início do século XVII. Em 1625, Ikoma Takatoshi (生駒高俊, [生駒高俊] Erro: {{japonês}}: texto da transliteração contém caractere não latino (pos 1) (ajuda)), o senhor feudal (dáimio) de Takamatsu, na província de Sanuki, iniciou a construção do jardim ao redor de uma lagoa ao sul do monte Shiun como pano de fundo. Em 1642, Matsudaira Yorishige (松平頼重, [松平頼重] Erro: {{japonês}}: texto da transliteração contém caractere não latino (pos 1) (ajuda)) comprou a área e continuou a sua construção, que foi concluída pelo quinto senhor feudal Yoritaka em 1745, após cem anos de melhorias e extensões realizadas pelos sucessivos senhores feudais. Posteriormente, o governo Meiji comprou o jardim e alterou a sua designação para Jardim Municipal da Cidade de Takamatsu, tendo inaugurado ao público a 16 de março de 1875. Em 1953, o jardim foi declarado Sítio Especial de Beleza Paisagística (日本の特別名勝, Nihon no Tokubetsu Meishō).

## Características
O jardim abrange 750 000 metros quadrados. Entre as principais características do jardim, encontram-se:
- Kikugetsu-tei (Pavilhão da Lua Recolhida): Esta casa de chá situada na parte sul do jardim, foi construída nos primeiros anos do período Edo (cerca de 1640).
- Hakomatsu: Cultiva cuidadosamente os pinheiros negros japoneses e os seus troncos, galhos e agulhas são aparados em formas e figuras geométricas.
- Kikugetsu-tei
- Hiraiho
- Fuyō-ho
- Fosso de Caça de Patos Selvagens
- Sai-ko (Lago Ocidental)
- Nan-ko (Lago Meridional)

## Galeria

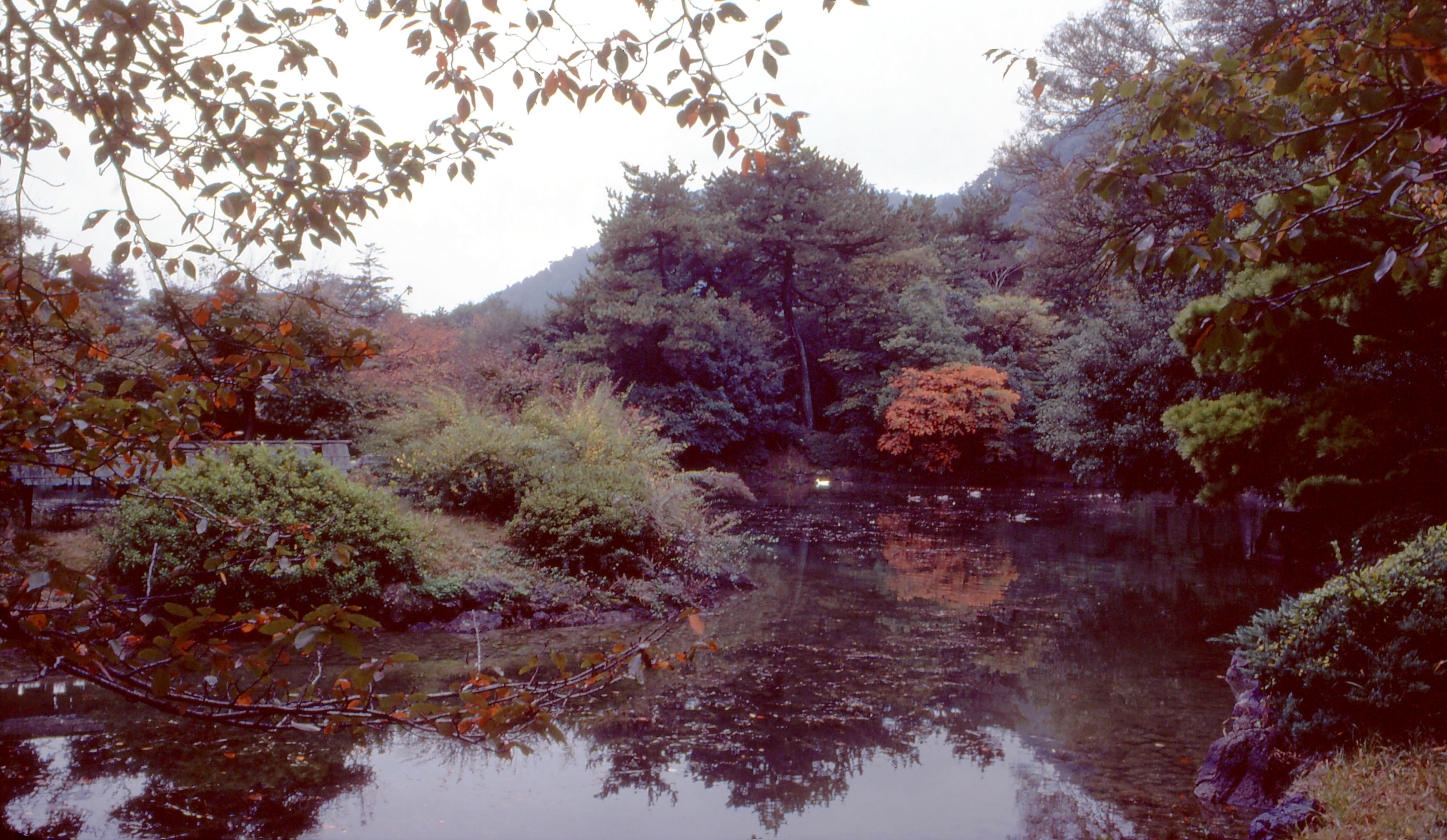
Lagoa Gun-o.
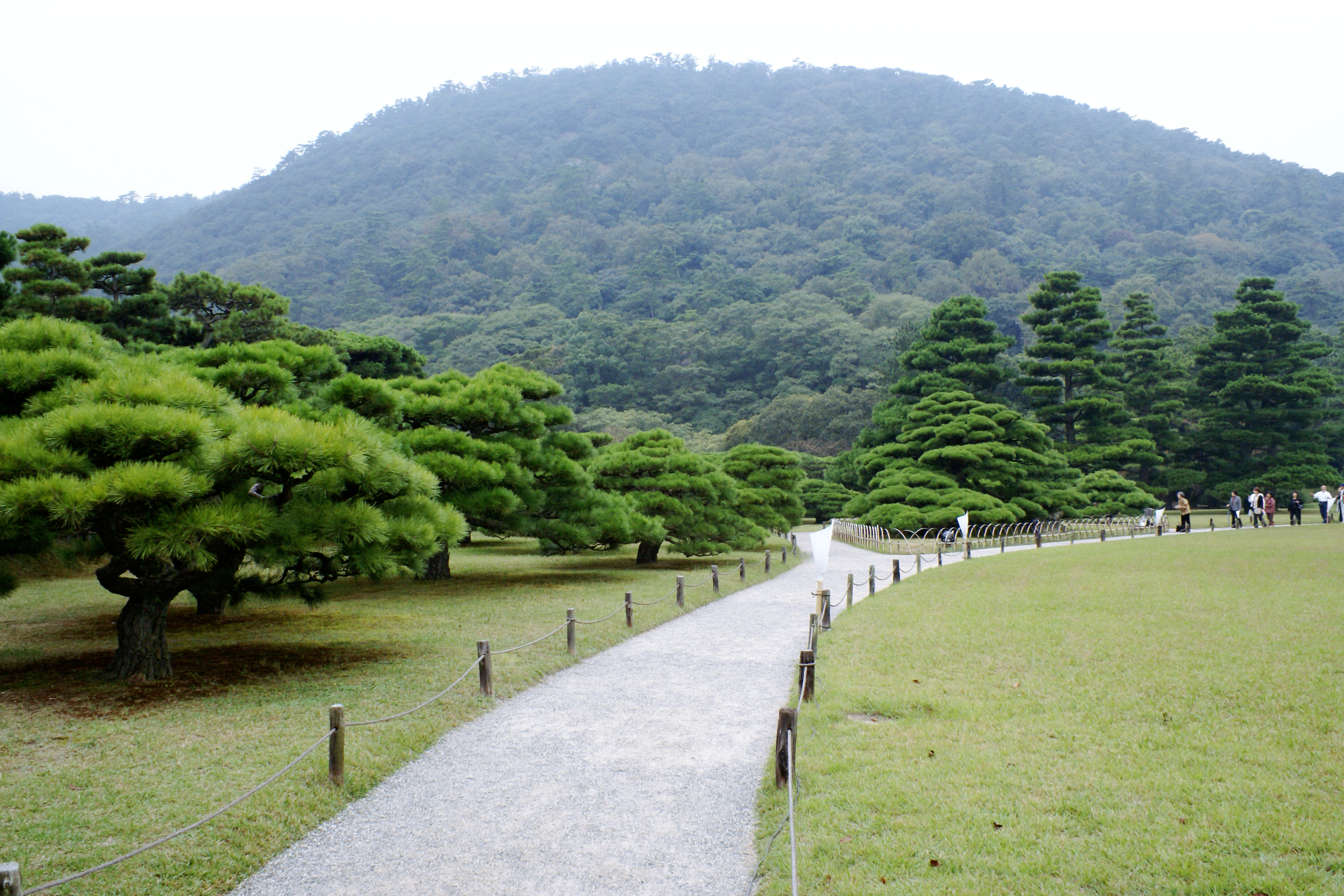
Monte Shiun.
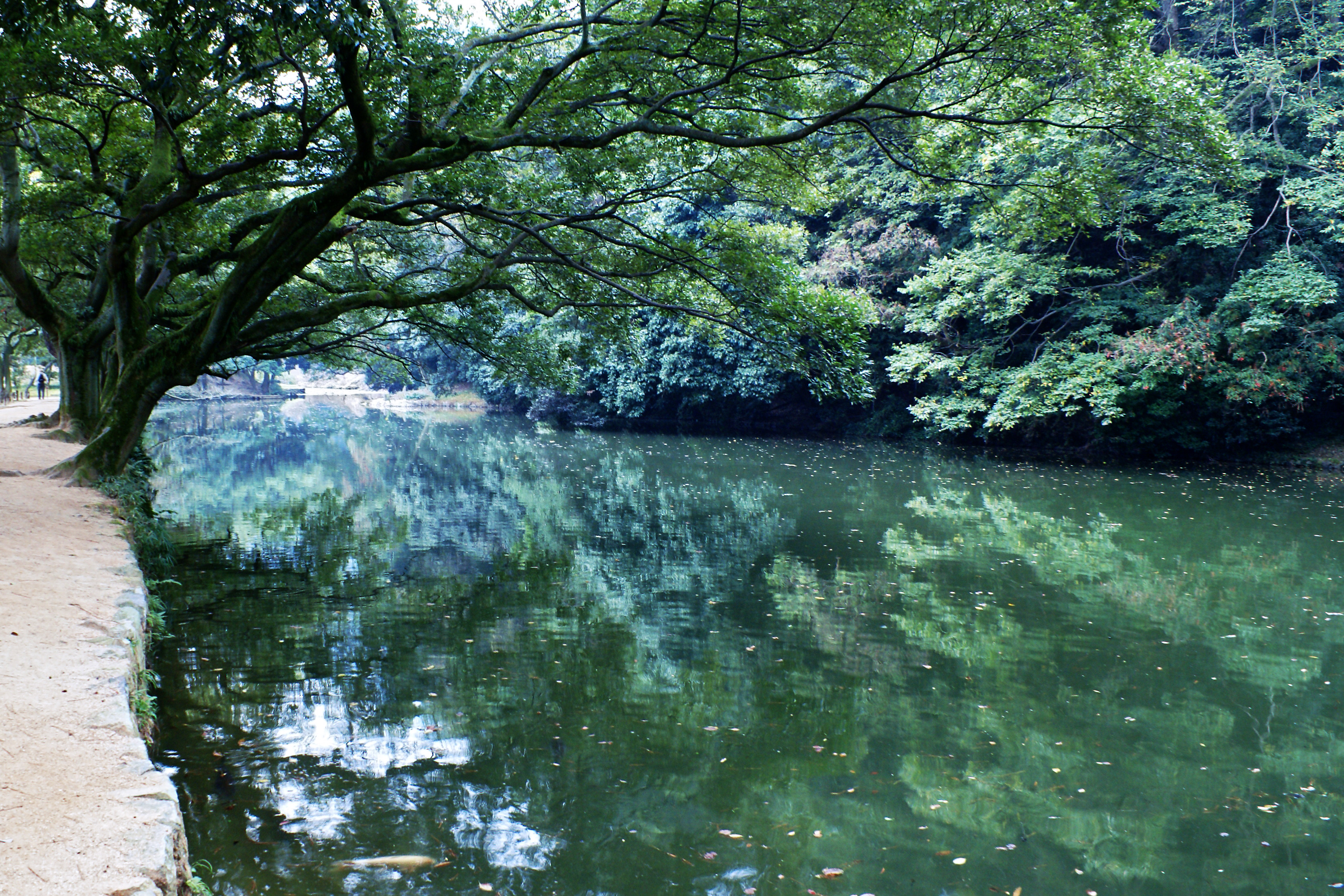
Sai-ko.
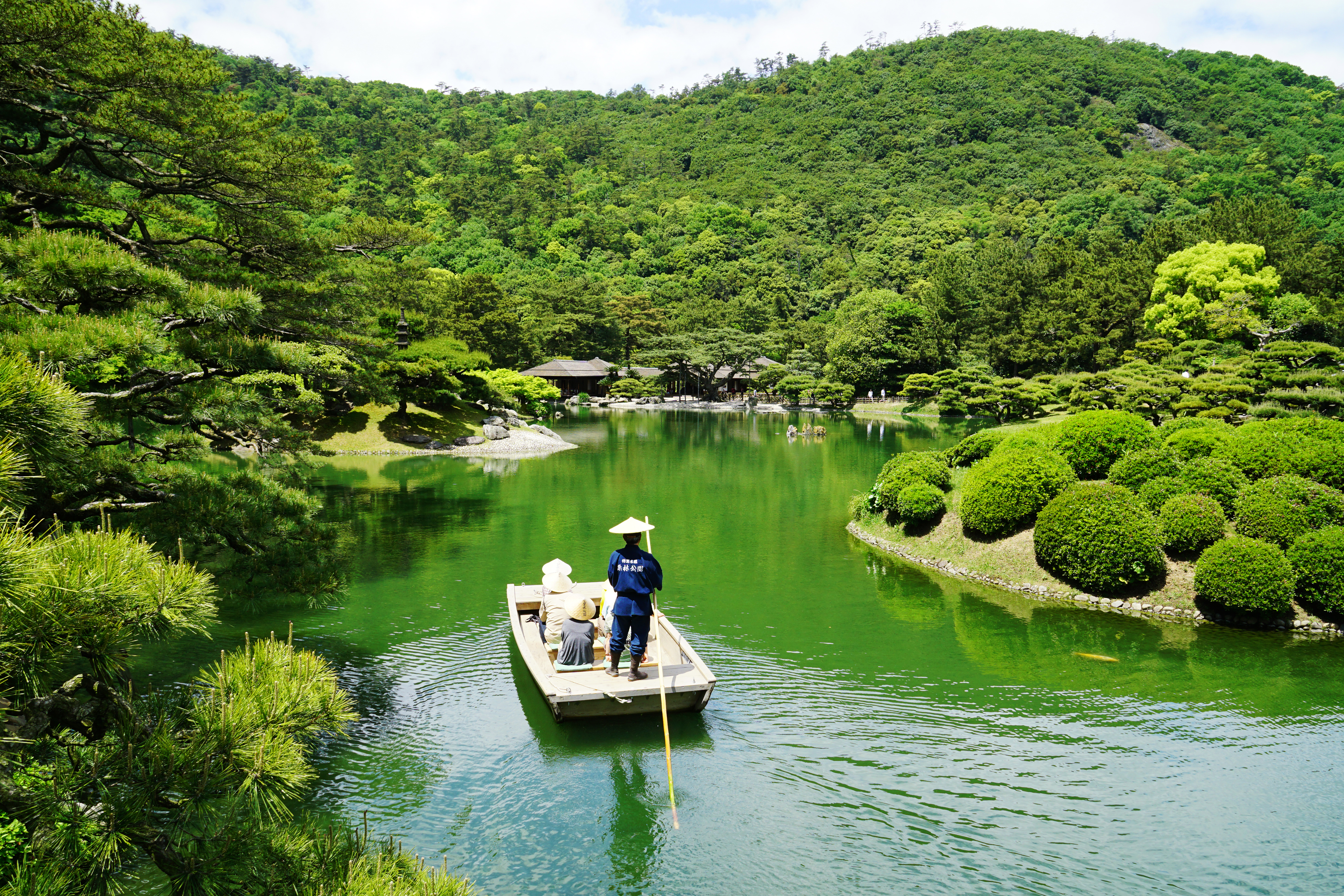
Nan-ko.